# Esparver menut cama-roig
L'esparver menut cama-roig (Tachyspiza erythropus; syn: Accipiter erythropus) és un ocell rapinyaire de la família dels accipítrids (Accipitridae). Habita la selva d'Àfrica Occidental i Central, des del Senegal fins al golf de Guinea, el Gabon, República Democràtica del Congo i nord d'Angola. El seu estat de conservació es considera de risc mínim.

## Taxonomia
Tradicionalment l'esparver menut cama-roig estava classificat dins el gènere Accipiter. Tanmateix, estudis filogenètics moleculars van trobar que aquest gènere era polifilètic i es va proposar reordenar les seves espècies en 5 gèneres monofilètics. En base a aquests estudis, el Congrés Ornitològic Internacional, en la seva llista mundial d'ocells (versió 14.2, 2024) transferí aquesta espècie al gènere Tachyspiza, que fou recuperat per a tal fí.
Segons el Handook of the Birds of the World i la quarta versió de la BirdLife International Checklist of the birds of the world (Desembre 2019), aquest tàxon apareix classificat dins del gènere Accipiter.